# Skreddergården
Skreddergården ist ein fünfgeschossiges Geschäftshaus im Zentrum der norwegischen Hauptstadt Oslo. Es befindet sich in der Akersgata 20, direkt hinter dem Parlament, dem Storting. Der Schneidermeister Carl Hansen gab das Gebäude 1894 in Auftrag und wurde vom Architekten Christian Reuter im Neo-Renaissance-Stil geplant und 1895 fertiggestellt. Die Fassade ist mit Fresken dekoriert, die wahrscheinlich von Halfdan Davidsen stammen, der auch Fassadenmalereien am königlichen Schloss ausgeführte. Im Jahr 1933 wurde die Fassade restauriert und unter Denkmalschutz gestellt.
Der Name Skreddergården bedeutet „Schneiderhaus“ und leitet sich von mehreren Schneidern ab, die das Haus bezogen.

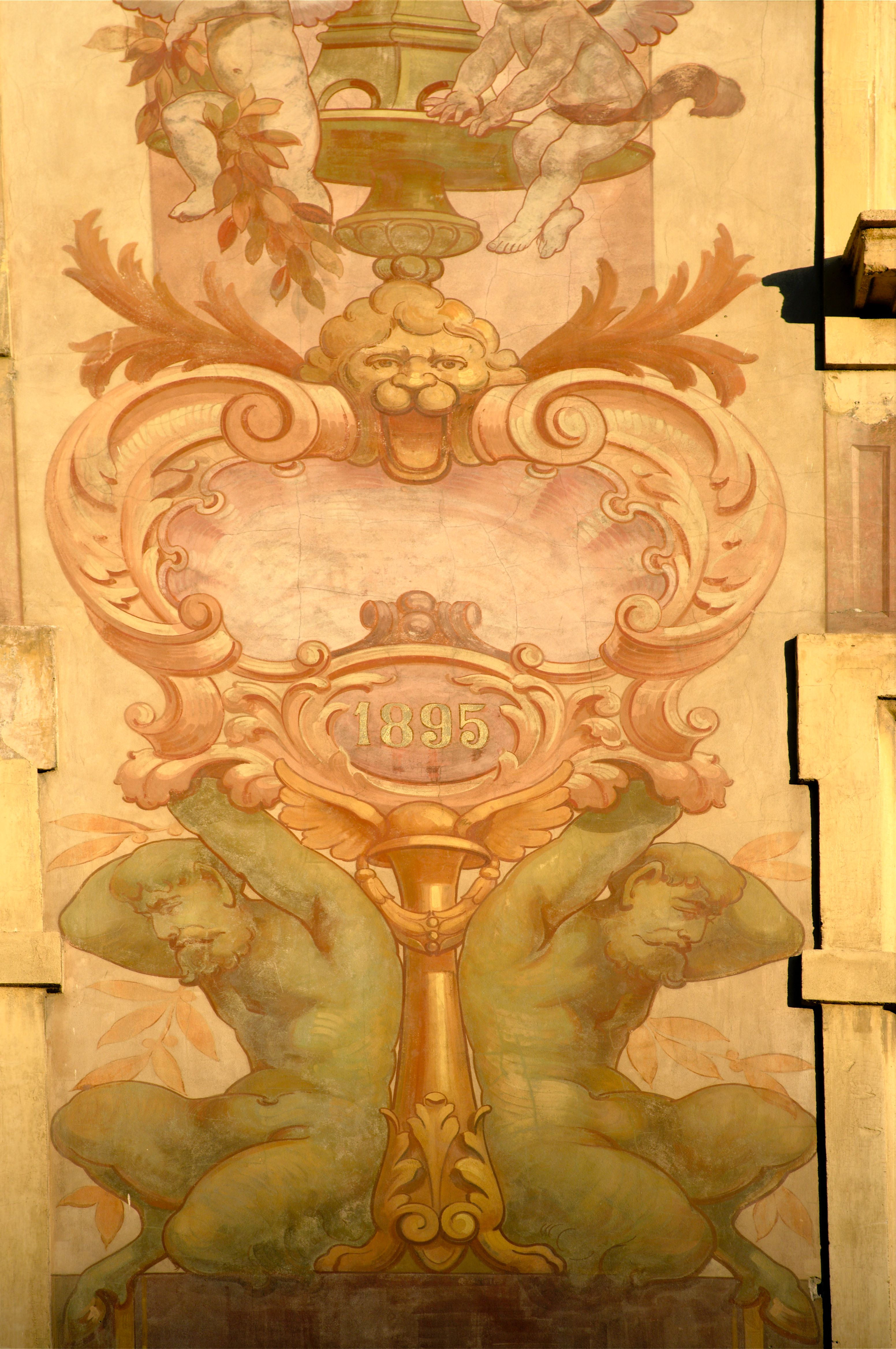
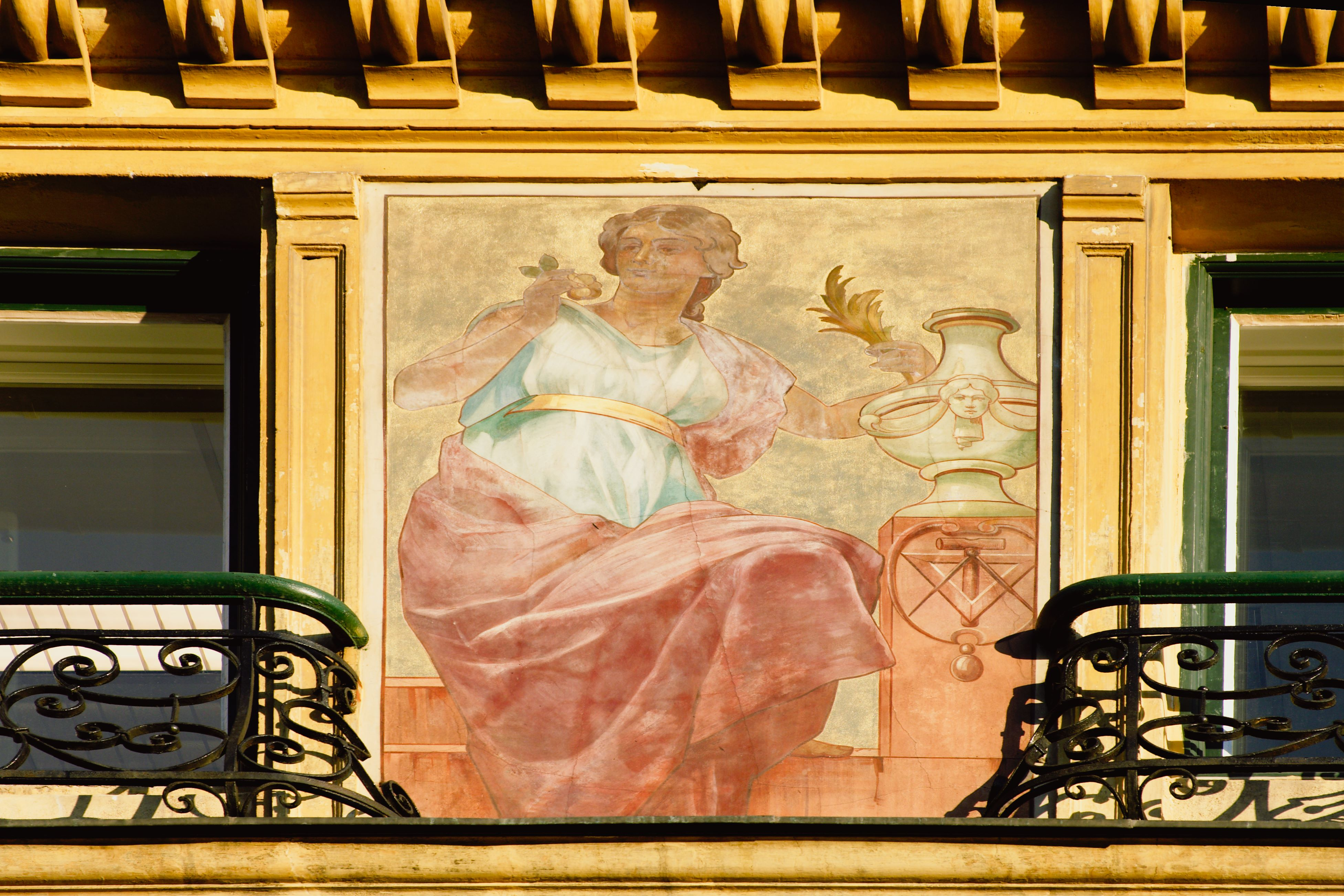
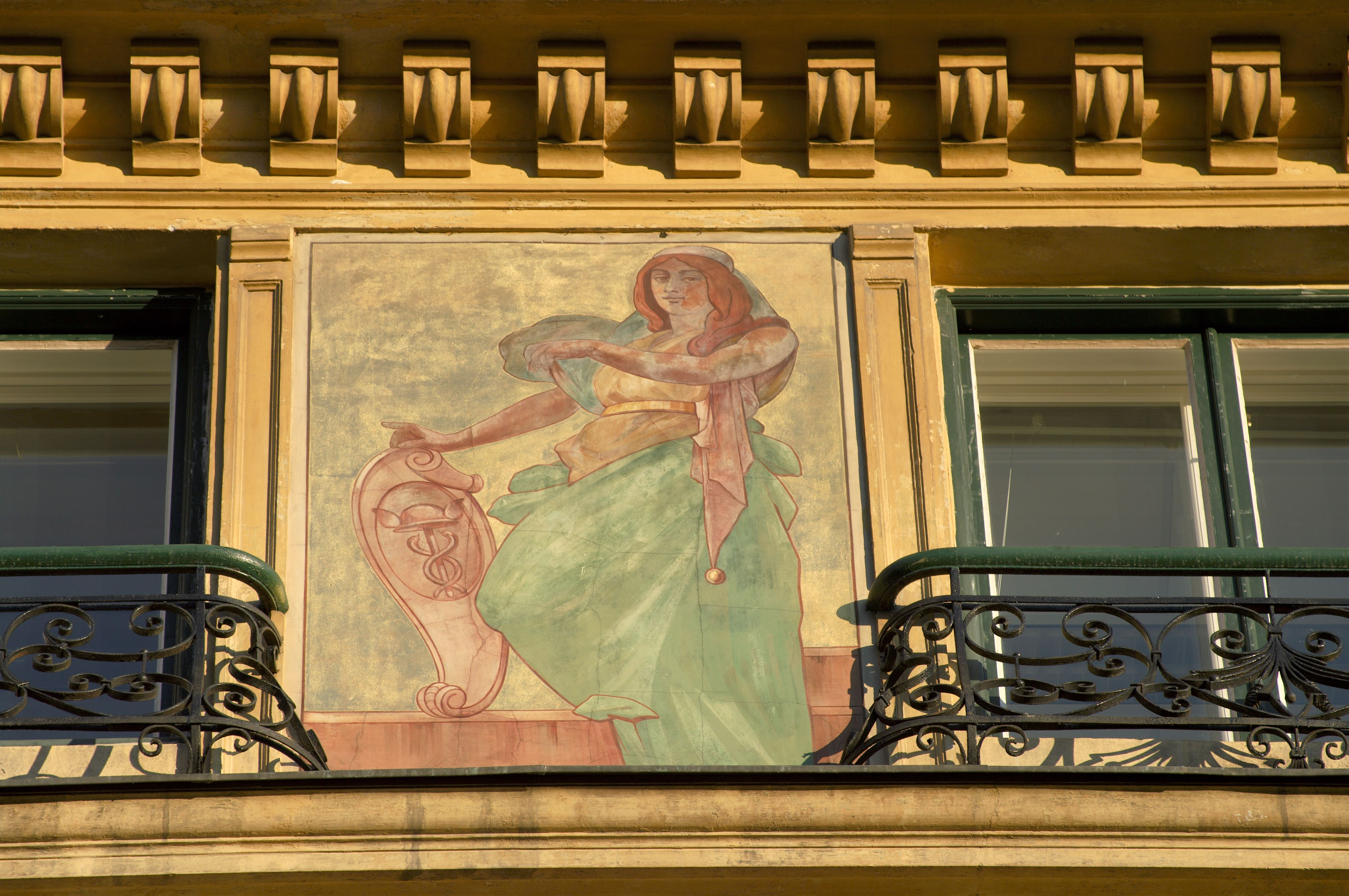